# La Montaña

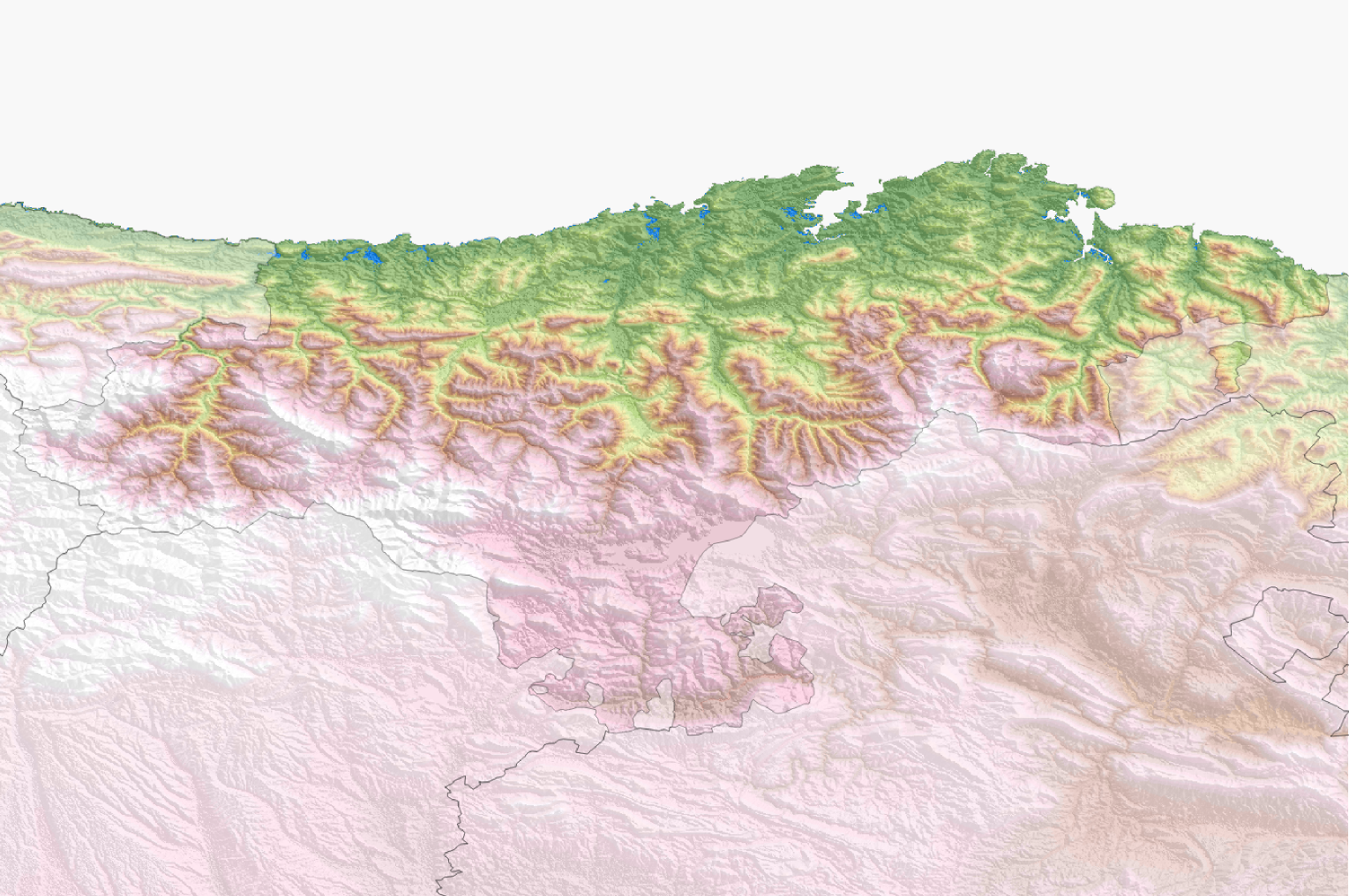
Mapa físico de Cantabria. Se puede apreciar la complicada topografía de la comunidad, en especial de su sector central.

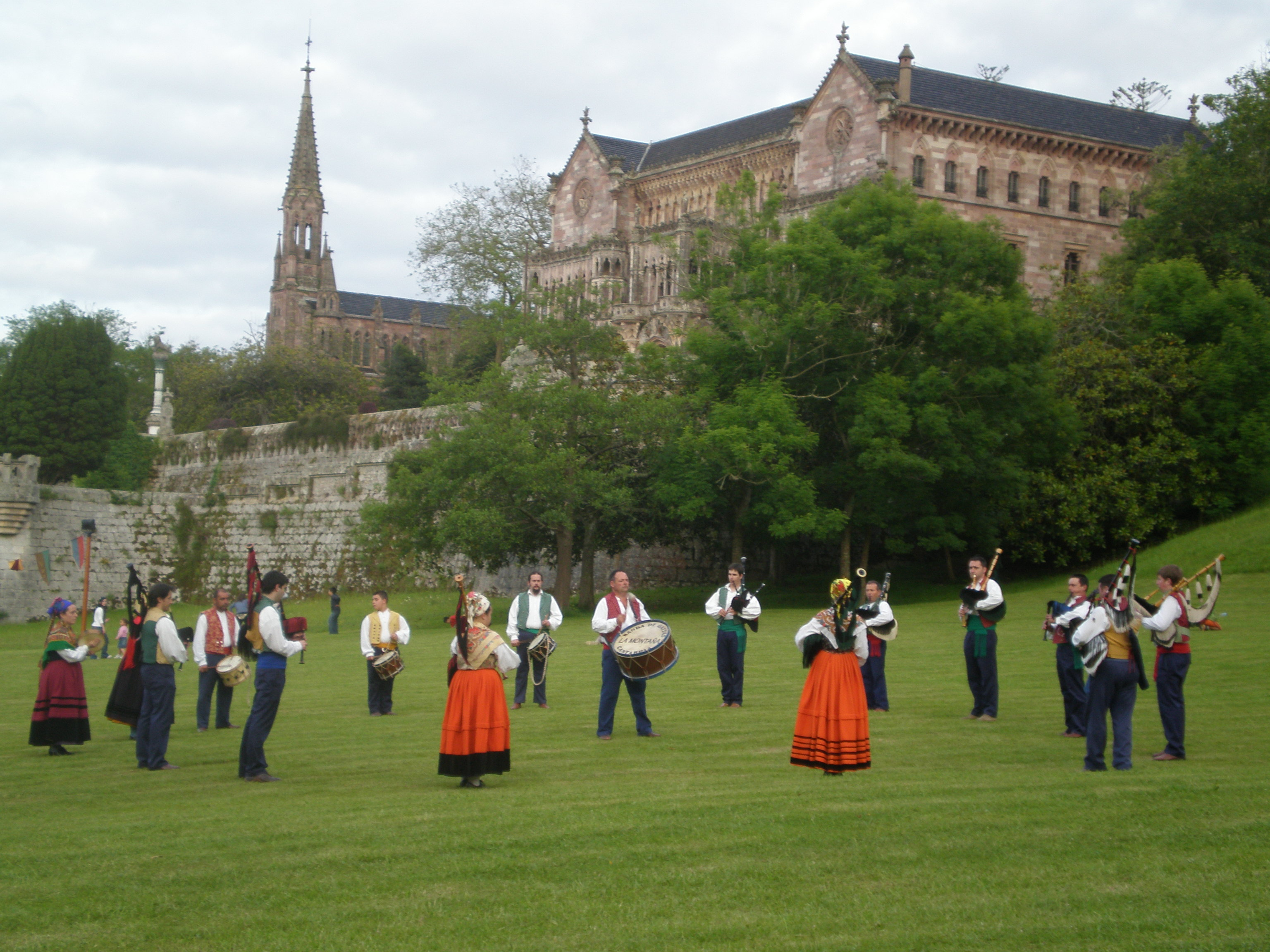
Banda gaitera folclórica La Montaña en Comillas.

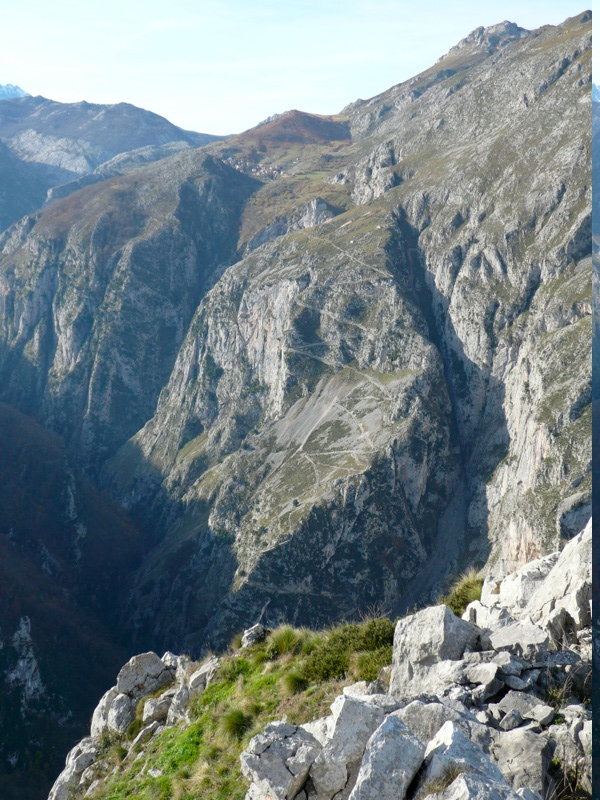
Subida a Tresviso, en Cantabria, uno de los relieves más escarpados de la región.

La Montaña es uno de los nombres que ha recibido históricamente el territorio de la actual comunidad autónoma de Cantabria, en el norte de la península ibérica (España).
Desde el siglo XIII el término ha hecho referencia en España a un territorio algo más amplio del que hoy corresponde a la comunidad autónoma de Cantabria. Posteriormente, en el siglo XIX, y con la nueva división provincial de 1833, el territorio de La Montaña se identificó con la recién nacida provincia de Santander, por quedar encuadrada casi toda La Montaña en su territorio. En la actualidad, y por extensión, se denomina al conjunto de la comunidad autónoma cántabra con el topónimo de La Montaña, nombrando a los cántabros con el gentilicio de "montañeses". Sin embargo, la identificación con la provincia de Santander fue desde el principio inexacta, dado que su extensión es significativamente mayor.

La Montaña identifica un amplio espacio que se localiza en el área central de la cornisa cantábrica, en sus dos vertientes. Carente de un territorio propio, puesto que ninguna demarcación se corresponde con este espacio histórico, responde en mayor medida a sus rasgos geográficos (...) 

La Montaña comprendía y comprende tanto el espacio Peñas al Mar como el orientado de Peñas a Castilla. Elementos de referencia  geográfica innegable porque identifican por un lado la costa, por el otro la Castilla llana y dilatada (...), de acuerdo  con una percepción geográfica establecida desde la Baja Edad Media, al menos (García, 1985).

Antonio Bar Cendón; De la montaña a Cantabria (1995).

No es históricamente adecuado fundamentar la Cantabria autónoma en la Montaña tradicional (...) La Montaña tradicional (...) constituye un referente equívoco.
José Alfonso Moure Romanillo; Cantabria: historia e instituciones (2002).

## Historia
La implantación en 1833 de la provincia de Santander, dentro del esquema racionalizador y centralista ideado por Javier de Burgos, estableció por primera vez en el territorio una entidad administrativa unificadora. El nombre de la capital, norma general de la época para nombrar a las nuevas provincias, fue sustituyéndose por el de La Montaña, sin oficialidad.
El apelativo viene de la geografía accidentada del norte de Castilla la Vieja, que contrastaba con el espacio de la Meseta. La altimetría de Cantabria, concretamente, es bastante fuerte, con más del 40% de su superficie por encima de los 700 metros de altitud y con un tercio del territorio con pendientes de más del 30%.

El nombre con el que se conoce a Cantabria fuera de la región, La Montaña, es utilizado por los habitantes de los valles del interior para referirse a la parte más baja de la región, la más cercana al mar, también conocida como la marina o la marisma.
Ana María Rivas Rivas; Antropología social de Cantabria (1991).

La aprobación del Estatuto de Autonomía en 1981 popularizó definitivamente el nombre de Cantabria para la comunidad. Sin embargo, la equivalencia La Montaña-Cantabria sobrevive en el siglo XXI, citada sobre todo en contextos históricos.

## Significado
El término «cántabro» vendría a significar «pueblo que habita en las peñas» o «montañés», por lo que «Cantabria» y «La Montaña» pueden considerarse conceptos etimológicamente equivalentes en gran medida.
El nombre de La Montaña ha servido tanto para nombrar al territorio ocupado por la actual Cantabria (incluso varios municipios colindantes que pertenecen a provincias limítrofes) como a una comarca de Cantabria. Entre el siglo XIII y la práctica totalidad del siglo XX, La Montaña fue el nombre que utilizaron el común de las gentes de esa tierra para denominar a lo que hoy se llama Cantabria.
Actualmente, a nivel popular, apenas se usa ya el nombre de La Montaña para denominar a la región ya que desde la década de los 70 del siglo XX se ha ido popularizando el nombre de Cantabria entre la población, quedando el de La Montaña prácticamente como un recurso para textos académicos. Sin embargo, sigue vigente la tradición en la que los habitantes de las tierras altas de Cantabria denominan La Montaña a las tierras situadas a menor altitud que las suyas en dirección al mar Cantábrico. Aunque las tierras altas de Cantabria también son históricamente La Montaña, dicha distinción procede de la división geográfica de La Montaña, esto es, La Montaña Baja y La Montaña Alta. En la parte alta, la expresión La Montaña Baja quedaría simplemente en La Montaña.

## La Montaña o La Montaña baja: la parte baja de Cantabria
Curiosamente y de forma tradicional en Cantabria, los habitantes de los valles interiores de la Comunidad utilizan el término La Montaña para referirse a la parte baja de la región, lo que se correspondería con la zona de la Marina, es decir, la zona llana y pegada al mar. Esta peculiaridad puede deberse a que la costa de Cantabria es lo que siempre se ha identificado con la zona en la que vivían los denominados montañeses. En otras zonas del interior de Cantabria los habitantes reciben diferentes nombres en función del valle en el que viven, como: pasiegos (valle del Pas), campurrianos (valle de Campoo), lebaniegos (valle de Liébana), merachos (valle del Miera), purriegos (valle de Polaciones), tudancos (valle de Tudanca) o sobanos (valle de Soba).
A continuación se muestran varios ejemplos de esta curiosa circunstancia:
José María de Pereda, en su obra Peñas Arriba, explicó el significado que tenía entre las gentes de Tudanca (llamada Tablanca en su novela)  el territorio de La Montaña:

Otra singularidad de aquellas gentes sepultadas entre montes de los más elevados de la cordillera: llaman «la Montaña» a la tierra llana, a los valles de la costa, y «montañeses» a sus habitadores.
José María de Pereda. Peñas Arriba. (1895)

Amador de los Ríos en su libro titulado "España. Sus monumentos y artes. Su naturaleza e historia" de 1891 dedicó un volumen a la entonces Provincia de Santander, tratando el significado de 'la Montaña' entre los lebaniegos:

Por eso en toda la Montaña, y aún fuera de ella, pues de los de la Liébana no se llaman montañeses, tanto por ambición como por amor propio.
Amador de los Ríos. España. Sus monumentos y artes. Su naturaleza e historia. (1891)

El filólogo británico Ralph Penny en "El habla pasiega: ensayo de dialectología montañesa" escribía respecto a lo que entendían los pasiegos por 'la Montaña':

Hay que notar aquí que los pasiegos mismos no se incluyen dentro de 'la Montaña': para ellos este término está en oposición a la 'Pasieguería', nombre que dan a sus territorios. Igualmente el calificativo 'montañés' sólo se aplica al que vive fuera de los Montes de Pas, sea en Ontaneda o en Villacarriedo, pueblos muy cercanos, sea más lejos.
Ralph Penny. El habla pasiega: ensayo de dialectología montañesa. (1969)

También acerca de la relación entre los pasiegos y 'la Montaña', Menéndez Pidal en "Pasiegos y Vaqueiros. Dos cuestiones de geografía lingüística. Revista de la Facultad de Filología, Tomo 4, 1954 , págs. 7-44", afirmó: 

A su vez ellos no se consideran montañeses; ¡Vamos a bajar a la Montaña! dicen, cuando salen de sus alturas para entrar en contacto con las gentes santanderinas de más abajo.
Ramón Menéndez Pidal. Pasiegos y Vaqueiros. Dos cuestiones de geografía lingüística. Revista de la Facultad de Filología, Tomo 4, 1954 , págs. 7-44

En el compendio titulado "Crónica de la Provincia de Santander", escrita en 1919 y publicada en  1922 por el historiador camargués Mateo Escagedo Salmón, en el apartado "Geografía Cántabra en el siglo XIV (Fuente Histórica: El Becerro de las Behetrías) se dice:

Quince merindades señala el famoso Becerro de las Behetrías. De ellas tenían en nuestra actual provincia la de Aguilar, la cual correspondía la parte más mediterránea de ella, hasta el portazgo, que estaba en Pie de Concha, o sea las regiones actuales de Valderredible, Val de Olea, Los Carabeos, las tres Hermandades de Campoo, Reinosa y los Ayuntamientos de Aguayo, Santiurde y Pesquera. De esta división geográfica medieval nació el llamarse campurrianos a los habitantes de la parte alta y montañeses a los de la parte marítima de nuestra provincia, nombres que aún se usan, y los reinosanos llaman Montaña a la parte del Norte, que es precisamente la región menos montañosa de la Provincia.
Mateo Escagedo Salmón. Crónica de la Provincia de Santander. Impr. La Propaganda Católica. Santander. (1922)

Más adelante, y nuevamente, en 1931, el ya por entonces Cronista de la Provincia de Santander, Mateo Escagedo Salmón, trató de nuevo el concepto que de 'la Montaña' se tenía entre los habitantes de la hermandad campurriana de Cinco Villas (concejos de Lantueno, Santiurde, Somballe, Villas de Rioseco y San Miguel de Aguayo), siendo extendible esta percepción a toda la comarca de Campoo:

Si buscamos un denominador común a las antiguas regiones que hoy forman la actual Provincia de Santander, éste no puede ser el de La Montaña, ya que ésta no se extendió más que desde la costa a Pie de Concha (en dónde estuvo el portazgo que separa esta región de las Cinco Villas, y aún hoy en ésta siguen llamando La Montaña a la parte comprendida entre Pie de Concha y Santander).
Mateo Escagedo Salmón. Apuntes de Historia Montañesa. Conferencias, Informes e Hidalguías. (1931) 

Nuevamente Mateo Escagedo Salmón, esta vez en un Extraordinario dedicado al turismo en la Montaña del periódico "La Voz de Cantabria" (1932), decía respecto al partido judicial de Reinosa:

La reina de los fríos, quieren algunos que sea ésta su etimología, deduciéndola de dos palabras vascas. Este partido judicial está fuera de la antigua Montaña, porque los límites de ésta no pasaron de Pie de Concha en donde estuvo el portazgo, que fué de la casa de la Vega: de modo que Cinco Villas no eran, ni fueron nunca de la Montaña, aunque sí fueron siempre de lo que se dió en llamar Montañas de Burgos, pues éstas llegaron hasta Aguilar y Mena.
 Mateo Escagedo Salmón. La Voz de Cantabria. Extraordinario dedicado al turismo en la Montaña. (29-Enero-1932).

Gregorio Lasaga Larreta en "Los Pasiegos" de 1896, comentaba:

Los habitantes de Liébana y de Campóo por razón de la frialdad del clima ofrecerán tipos más o menos simpáticos, y en mayor número que los valles del centro y parte oriental, pero habrá pocas discrepancias en el traje y costumbres de todos; fuera del país cuando se les pregunta de dónde son, responden con orgullo "Que son montañeses". El pasiego nunca contestará que es montañés; sino de Pas; y si tiene que hablar, o hacer alguna referencia, así sea del pueblo en que tiene emplazada su cabaña, siempre dirá "En la Montaña, esto o aquello": los montañeses tal o cual.
Gregorio Lasaga Larreta. Los Pasiegos. (1896)

En la reedición de esta obra realizada 2003 y que fue llevada a cabo por Eloy Gómez Pellón y Miguel Ángel Sánchez Gómez se comenta:

Como es sabido, todavía en la parte sur de la región, incluyendo los valles montañosos, se denomina actualmente montañeses a los habitantes del resto de la región, y por tanto, del área costera. Este hecho es muy habitual en los montes del Pas y área de influencia. La aparente contradicción que encierra este percepción se explica porque los habitantes del sur, siguen utilizando la misma denominación que se utilizaba en la colindante Castilla para designar a los habitantes de la actual Cantabria. En definitiva, la denominación de montañeses así empleada comporta un concepto emic o subjetivo y no etic u objetivo como se ha supuesto en ocasiones.
Gregorio Lasaga Larreta; estudio preliminar por Eloy Gómez Pellón y Miguel Ángel Sánchez Gómez. Los Pasiegos. (2003)

En Valderredible, perteneciente históricamente al partido judicial de Reinosa, ocurre la misma percepción. Josué Fonseca Montes indica que Valderredible no se encuadraba en las "Montañas Bajas de Burgos", y dice:

A este respecto, y cómo curioso dato de permanencia de esta mentalidad, el autor de estas líneas oyó en el verano de 1993 en el lugar de Ruijas -Valderredible- a un ganadero, vecino del pueblo, emplear la expresión "ir a la Montaña", para referirse a ¡Torrelavega!.
Josué Fonseca Montes. El clero en Cantabria en la Edad Moderna. Universidad de Cantabria. Ayuntamiento de Torrelavega. (1996)

El catedrático don Manuel Ballesteros Gaibrois, en el prólogo a la obra de su ilustre y llorado don Antonio Ballesteros Beretta, La Marina Cántabra y Juan de la Cosa, publicada en Santander en 1954, escribía:

La Montaña, aunque en Castilla y España la llamemos así, es esencialmente la Costa, el Mar. Todo lo que tiene que ver con las navegaciones es esencia de Cantabria, es ser de su ser.
Antonio Ballesteros Beretta. La Marina Cántabra y Juan de la Cosa. Diputación Provincial de Santander. (1954)

Igualmente en "Cantabria de pueblo en pueblo" de Mann Sierra Pereda (1980) se entrevista a tres vecinos de Villacantid a los que se les pregunta, entre otras cuestiones:

-¿De dónde eran los pastores?. - Se solían contratar. A veces venían de la 'la Montaña'(en Campoo se llama 'la Montaña' únicamente a la parte de la provincia que parte de sus límites hacia el norte).
Mann Sierra Pereda. Cantabria de pueblo en pueblo. Caja Rural de Santander. (1980)

Respecto al Valle de Soba, en "Cantabria de pueblo en pueblo" de Mann Sierra Pereda, se explica que:

Sabido es que la Montaña para los sobanos comienza pasado el pueblo de Ramales.
 Mann Sierra Pereda. Cantabria de pueblo en pueblo. Caja Rural de Santander.(1980)

Sin embargo, existe un municipio costero al que habría que excluir de la comarca de 'la Montaña'. José Pedro Sánchez-Llamosas en "El Habla de Castro" (1982) explica el significado de 'la Montaña' entre los naturales del municipio castreño:

*Montaña(de la, a la)(loc sust.). Indica la zona que comprende el Valle del Asón y la Trasmiera. Expr. común, actual (Castro, Talledo, Baltezana, Ontón, Sámano, Otañes, Allendelagua, Cerdigo). Los ganaderos de la comarca distinguen dentro de la provincia de Santander, para sus negocios: La Montaña, la Pasieguería, Cabuérniga, Campóo y Liébana. La expresión de la o a la Montaña no se identifica como nombre que se da a toda la provincia de Santander.
José P. Sánchez Llamosas. El Habla de Castro. Ediciones Irinea. (1982) 

El geógrafo gallego Ramón Otero Pedrayo decía que:

[...] si bien no comprende toda la provincia, la tierra de la Montaña, en el uso peculiar de tal palabra en Castilla La Vieja, es uno de los marcos provinciales mejor determinados. «Montaña de Burgos» y «Asturias de Santillana» son expresiones históricas y geográficas de noble sonoridad y de viejo arraigo. Pero bajo él pervive una más antigua y expresiva denominación: Cantabria.
Ramón Otero Pedrayo. Geografía de España. Tomo I. Barcelona. Instituto Gallarch. 1955. páginas 241-242.

Ante estos datos, podemos sacar en coclusión que la comarca geográfica de 'La Montaña' equivale a las tierras menos elevadas de la región, a las más cercanas al mar, con la excepción del área de Castro-Urdiales.

## La Montaña y Cantabria: nombres sinónimos a partir delsigloXVIII
Entre los siglos XIV y XX, La Montaña era el nombre con que los habitantes de ella llamaban a su tierra. Consecuentemente, se llamaban a sí mismos «montañeses» los habitantes del territorio correspondiente a la actual comunidad autónoma de Cantabria, incluso por montañeses se tenían también los moradores del norte de las actuales provincias de Burgos y Palencia.
El nombre de Cantabria comenzó de nuevo a reivindicarse entre los eruditos montañeses como sinónimo de La Montaña a partir del siglo XVIII. Entre los siglos XVII y XIX es frecuente observar en diversos escritos como los montañeses designan a su región con la denominación «provincia de Cantabria» o simplemente «Cantabria», además de denominarse «cántabros». No obstante, emplean con más frecuencia y cotidianidad el nombre de La Montaña y montañeses para ellos mismos, tanto dentro cómo fuera de su tierra.
Se podría hablar de una total coexistencia entre ambos términos desde el siglo XVIII. Es curioso ver como en el Proyecto económico, en que se proponen varias providencias, dirigidas á promover los intereses de España, con los medios y fondos necesarios para su plantificación escrito en el año 1762 por D. Bernardo Ward, del Consejo de S.M y su Ministro de la Real Junta de Comercio y Moneda de 1779 se nombra a esta región con ambas denominaciones. En este proyecto realizado por este economista irlandés se pretende una división en Departamentos para el Reino de España, que sería la siguiente:

Se dividirá el Reyno en trece departamentos, que serán: 1º: Galicia, 2º: El Reyno de León y Asturias, 3º: Vizcaya, Cantabria, o Montaña, y Navarra, 4º: El Reyno de Aragón, 5º: Cataluña, 6º: Valencia, 7º: Murcia, 8º: Andalucía, 9º: Extremadura, 10º y 11º: Castilla la Vieja con la Rioja que por su extensión e importancia formará dos Departamentos: y asimismo 12º y 13º: Castilla la Nueva incluyendo la Mancha y la Alcarria.
Proyecto económico, en que se proponen varias providencias, dirigidas á promover los intereses de España, con los medios y fondos necesarios para su plantificación escrito en el año 1762 por D.Bernardo Ward, del Consejo de S.M y su Ministro de la Real Junta de Comercio y Moneda. Obra póstuma. Segunda Impresión. Joachim Ibarra. Impresor de S.M. (1779)

Cuando se crearon las actuales provincias en el año 1833 se crea la de Santander, aunque la Diputación Provincial reclamó el nombre  de «provincia de Cantabria». Si la provincia llegó a llamarse «Santander» no fue solo por la preponderancia e insistencia de la ciudad de Santander porque fuera así, sino porque las Cortes decidieron que las provincias, excepto las forales, se denominasen como sus respectivas capitales.
En 1922, Julián Fresnedo de la Calzada describió en su ensayo ¿Qué es la Montaña?, el uso abusivo que se hacía de los términos «La Montaña» y «montañés» para referirse a la Provincia de Santander ya que según él era incorrecta usar el nombre de La Montaña para denominar a toda la provincia:

...ni casi suena entre nosotros el vocablo La Montaña hasta que periodistas y poetas, en la segunda mitad del siglo último, empezaron a traer a troche y moche eso de montañeses y La Montaña, y luego, por infección, se ha ido extendiendo con notoria impropiedad, y como todas las infecciones, ha alcanzado a incultos y cultos...
Julián Fresnedo de la Calzada, ¿Qué es La Montaña? (1922).

No siempre que se utilizó el nombre de La Montaña, este entraba conflicto con otros nombres históricos. Así, Menéndez Pelayo defendía el nombre de Cantabria y los republicanos cántabros presentaron un borrador de Estatuto Cántabro-Castellano, que según algunas interpretaciones indica una relación con Castilla, pero que en su texto aclara que a una hipotética autonomía de Cantabria se le podrían unir los territorios culturalmente cántabros que pertenecían a las provincias castellanas. Esto no significaba perder la influencia castellana (aunque ya no política), en la que se englobaba el apelativo La Montaña, sino ganar la cántabra.

Si su espíritu glorioso, que según fue de ejemplar vida, debe de gozar ya de los resplandores del sol indeficiente, pudiese volver los ojos a estos lugares que tanto amó y que por él sonaron en lenguas de gentes para quienes era peregrino hasta el nombre de Cantabria.
Marcelino Menéndez Pelayo, inauguración del monumento a José María de Pereda en Santander (1911).

Mudarse por mejorarse, decían nuestros padres -por mejorar muda el mísero emigrado, aún a trueco de exponerse a la muerte. Grande debe ser su desventura, cúando así abandona tierra, familia y hogar, y quién tal hace, se llama escalduna, cántabro, asturiano o gallego; esto es, hijo de los pueblos más amantes de su adorada tierra que Europa alienta el seno.
Fernando Fulgosio, Crónica de la provincia de Guipúzcoa (1868).

### Afirmantes deLa Montañacomo apelativo para la provincia de Santander
En ciertos momentos históricos el uso del nombre La Montaña estuvo ligado a posturas políticas conservadoras, opuestas al regionalismo, que defendían la total unión de la provincia de Santander con Castilla.

A la provincia de Santander se le llama "La Montaña", no por otra razón porque es la Montaña por excelencia de Castilla. Sí: Santander es Castilla y Castilla la Vieja.
Ruano de la Sota.

### Detractores deLa Montañacomo nombre para la provincia de Santander
Debe tomarse por contexto de las siguientes declaraciones la realidad jurídica de la provincia de Santander, y en algunas de ellas, como las relativas a Menéndez Pelayo y a Pereda, la intención culta de anteponer el nombre de Cantabria al de Santander y, en ocasiones, al de La Montaña.

Alucinado el vulgo por lo que oyó hablar de ella a individuos que acaso jamás la vieron, llevado por decirlo así, del nombre que impropiamente le han dado de Montaña, forma de este país un concepto enteramente errado.
Félix Cavada, discurso de inauguración del Ateneo español de Madrid (1820).

En Santander se elevará pronto un monumento dedicado a D. José María de Pereda, el hombre admirable, en cuyos libros vive ese pedazo de Cantabria, a quien la ancha Castilla puso desde sus llanuras el eufónico nombre de Montaña, y por donde el alma española, con su brioso e incontrastable idealista, se asoma al Mar Cantábrico.
Francisco Alcántara, diario El Imparcial (1909).

Cantabria es una real y actual región. Definida por su alma colectiva que trasciende a la actividad de régimen social, a sus costumbres y a su arte, engendrando en sus hijos la conciencia de su propia y distinta personalidad. (...) Esta región debe comprender, bien sólo a nuestra actual provincia o, a lo sumo, algún agregado de tierra de índole semejante, y que esta región debe denominarse no de Santander, por arbitraria, no de la Montaña, que es su denominación antonomástica, sino de Cantabria, que es su título de tradicional abolengo.
Santiago Fuentes Pila, discurso en el Ateneo de Santander (1923).

## Repercusión
Además de en el imaginario popular, la expresión La Montaña se popularizó en determinados momentos gracias a su aplicación a distintos elementos definidores del territorio cántabro. Así, el escritor José María de Pereda tituló uno de sus libros Escenas montañesas; Buenaventura Rodríguez-Parets también hizo aparecer La Montaña en muchos de sus títulos (Cuentos de La Montaña, Mitos y supersticiones de La Montaña, Estudio sobre los refranes y el refranero montañés, etc.); igual hicieron otros, como José María de Cossío y Tomás Maza en su Romancero popular de La Montaña.
Una de las denominaciones del dialecto cántabro es el de montañés. De la misma manera diferentes asociaciones y negocios llevan los nombres de La Montaña o montañés (destaca El Diario Montañés, periódico local), aludiendo a uno de los nombres históricos de la región. También en el campo de los deportes está presente, pues existen en Cantabria pruebas como el Circuito Montañés.